# San Pedro (Buenos Aires)
Pour les articles homonymes, voir San Pedro.
San Pedro est une ville de la province de Buenos Aires, en Argentine, et le chef-lieu du partido de San Pedro. C'est également un port fluvial sur la rive droite du Río Paraná et l'embouchure du Río Arrecifes dans ce dernier.

## Histoire
La ville commença à prendre forme lorsqu'en 1750 débuta la construction du couvent de Recollets Franciscains, aux environs duquel les gens commencèrent à se grouper. Le 20 novembre 1845 se produisit dans les environs, la bataille de la Vuelta de Obligado.

## Politique et administration

### Démographie
Elle comptait 42.151 habitants en 2001, ce qui représentait une augmentation de 14,4 % vis-à-vis des 36.841 de 1991.

## Politique et société

### Économie
Surtout le minitourisme, la ville étant fréquentée par les résidents de la mégalopole de
Buenos Aires toute proche, pour la beauté de ses rochers et ravins et pour y pratiquer des activités nautiques.
Située dans le corridor industriel qui borde le fleuve (Axe Buenos Aires - Rosario), elle compte une gare de chemin de fer et un port fluvial d'outre-mer, ce qui favorise l'installation d'entreprises dans la ville.